# Lepidotrigla cadmani
Lepidotrigla cadmani är en fiskart som beskrevs av Regan, 1915. Lepidotrigla cadmani ingår i släktet Lepidotrigla och familjen knotfiskar. Inga underarter finns listade i Catalogue of Life.